# Chó Cão de Gado Transmontano
Chó Cão de Gado Transmontano (Tiếng Anh: Transmontano Mastiff hoặc Chó chăn gia súc Transmontano) là một giống chó có kích thước khổng lồ phục vụ công việc trợ giúp lao động cực kỳ hiếm, có nguồn gốc từ và phần lớn giới hạn trong vùng của Tỉnh Trás-os-Montes e Alto Douro, Bồ Đào Nha. Chức năng chính của chúng là đàn và bảo vệ đàn và thành công của chúng được liên kết với sự an toàn của đàn và đặc biệt cũng là sự tồn tại của chó sói.

## Kích thước
Chó Cão de Gado Transmontano là giống chó kích thước lớn nhất của Bồ Đào Nha.
Cão de Gado Transmontano là một giống chó mạnh mẽ, cơ bắp và có kích thước lớn với một mõm rộng và đầu lớn. Con đực có chiều cao dao động từ 73 đến 83 cm (29 đến 33 in) và cân nặng trong khoảng từ 55 đến 65 kg (từ 121 đến 143 lb). Chó cái có các số đo kích thước nhỏ hơn chó đực một ít, chiều cao nằm trong khoảng từ 65 đến 75 cm (26 đến 30 in) và nặng từ 45 đến 60 kg (100 đến 132 lb).

## Sự công nhận
Năm 2020, FCI tạm thời công nhận giống chó này. Giống chó này có một hiệp hội. Chính phủ Bồ Đào Nha duy trì một cơ quan đăng ký giống và tạo điều kiện cho việc sáp xếp việc làm cho chó Cão de Gado Transmontano để bảo vệ đàn và sói thông qua cơ quan của nó, Parque Natural de Montesinho.